# Islote Catarino
Islote Catarino (en portugués: Ilhéu Catarino) es una isla del archipiélago de Sao Tomé y Príncipe, situada en la costa de la isla de Santo Tomé en el golfo de Guinea en África. Esta isla no está habitada.